# Troy Downing
Troy Bryan Downing (Indio, 4 marzo 1967) è un politico, imprenditore e militare statunitense, membro della Camera dei rappresentanti per lo stato del Montana dal 2025.

## Biografia
Downing nasce a Indio, in California. Dopo aver intrapreso gli studi di matematica e scienze informatiche presso l'Università di New York, ha lavorato come ricercatore scientifico ed educatore al Courant Institute of Mathematical Sciences. Dopo il college, ha fondato la WebCal, una società di calendari web che è stata successivamente acquisita da Yahoo!. Downing in seguito fondò una compagnia assicurativa commerciale a livello nazionale e una società immobiliare. Si arruolò nell'aeronautica degli Stati Uniti dopo gli attacchi dell'11 settembre e fu assegnato a uno squadrone di ricerca e salvataggio in combattimento. Durante il suo servizio, ha lavorato come ingegnere di volo ed è stato schierato in Afghanistan due volte. È il fondatore ed ex CEO di "AC Self Storage Solutions", una società di self storage e investimenti immobiliari con sede a Carlsbad, in California.
Downing è il comproprietario della Wildrye Distilling a Bozeman, nel Montana, che ha prodotto migliaia di litri di disinfettante per le mani durante le fasi iniziali della pandemia di COVID-19.
È stato candidato alle elezioni del Senato degli Stati Uniti del 2018 nel Montana, classificandosi poi al terzo posto alle primarie repubblicane.
Nel 2024 è il candidato repubblicano al Congresso statunitense per il 2º distretto del Montana, venendo successivamente eletto con il 66% dei voti.